# Wellier Schleife/Staustufe Landesbergen
Die Wellier Schleife/Staustufe Landesbergen ist ein Naturschutzgebiet in den niedersächsischen Gemeinden Estorf und Landesbergen in der Samtgemeinde Mittelweser, in der Gemeinde Liebenau in der Samtgemeinde Weser-Aue und dem Flecken Steyerberg im Landkreis Nienburg/Weser.
Das Naturschutzgebiet mit dem Kennzeichen NSG HA 177 ist 278 Hektar groß. Es ist größtenteils Bestandteil des EU-Vogelschutzgebietes „Wesertalaue bei Landesbergen“. Ein kleiner Teil ist auch Bestandteil des FFH-Gebietes „Teichfledermaus-Gewässer im Raum Nienburg“.
Das Naturschutzgebiet liegt östlich von Wellie, südlich von Liebenau und nordwestlich von Landesbergen. Es stellt die Wellier Schleife, einen Altarm der Weser, der durch den Bau der Staustufe Landesbergen in den Jahren 1959/1960 entstanden ist, und dessen Uferbereich sowie das Gebiet zwischen dem Altarm und der Weser unter Schutz. Ein Teil der Insel zwischen Schleuse und Wehr der Staustufe ist in das Naturschutzgebiet mit einbezogen. Die Wellier Schleife ist oberhalb des Wehres von der Weser abgetrennt. Unterhalb des Wehres besteht über eine Schwelle eine Verbindung.
Die Unterschutzstellung dient in erster Linie der Erhaltung und Entwicklung des naturnahen Ökosystems der Wellier Schleife mit ihrem Uferbereich. Die in das Naturschutzgebiet einbezogenen Ländereien werden größtenteils ackerbaulich genutzt. Im Schutzgebiet befinden sich zwei ehemalige Kiesgruben, die mit der Wellier Schleife verbunden sind. An diese Gruben grenzen Grünlandbereiche.
Das Gebiet steht seit dem 11. April 1996 unter Naturschutz. Es wird vom Nienburger Kreisverband des Naturschutzbundes Deutschland betreut. Zuständige untere Naturschutzbehörde ist der Landkreis Nienburg/Weser.